# Маюрі Мокушьо
Маюрі Мокушьо (яп. 木匠マユリ, Мокушьо Маюрі), (народилася 17 жовтня 1929) японська акторка, в деяких фільмах також відома як Куміко Мокушьо, справжнє ім'я Куміко Кішьо.
Маюрі народилася в Токіо. Закінчила токійську школу для дівчаток, після чого стала працювати на Toho. У 1947 році відбувся її дебют в кіно (у фільмі "Весна пробуджується"). Кінокар'єра актриси була досить насиченою: з 1947 по 1959 вона знялася в тридцяти чотирьох фільмах. У 1955 Маюрі одружилася з колишнім військовим армії США, але незабаром розлучилася. Однак в 1959 році актриса закінчила свою кінокар'єру, лише іноді з'являючись в короткометражках.

## Вибрана фільмографія
- Весна пробуджується (1947) — Ханае Такемура
- П'яний янгол (1948) — Дочка продавця квіткового магазину
- Жалаба на поведінку професора Ішінакі (1950)
- Місто гніву (1950) — Куміко Міябе
- Білий звір (1950)
- Кохання у склянці води (1953) — Тошіко Шіїмура
- Юність Дзеніґати Хейджі  (1953)
- Це сталося в Токіо (1955) — Канако
- Пливуть хмари (1955) — номія[3]
- Ґодзілла знову нападає (1955) — Ясуко Іноуе
- Щасливі паломники (1958) — Офуку
- Wakai koibitotachi (1959) — Масако Шімідзу